# Войшанці
Во́йшанці (мак. Војшанци) — село у Північній Македонії, у складі общини Неготино Вардарського регіону.
Населення — 432 осіб (перепис 2002) в 141 господарстві.